# Arno (bande dessinée)
 (novembre 2024).
Pour les articles homonymes, voir Arno.
Arno est une série de bande dessinée historique créée par Jacques Martin (scénario) et André Juillard (dessins) se déroulant pendant l'époque napoléonienne. Sa parution commence en 1983 dans le magazine Circus et se poursuit dans Vécu. Les six albums de la série sont publiés par les éditions Glénat à partir de 1984. André Juillard, qui dessine les trois premiers volumes (1983-1987), est remplacé par Jacques Denoël pour les trois suivants (1994-1997).

## Publications

### Périodiques

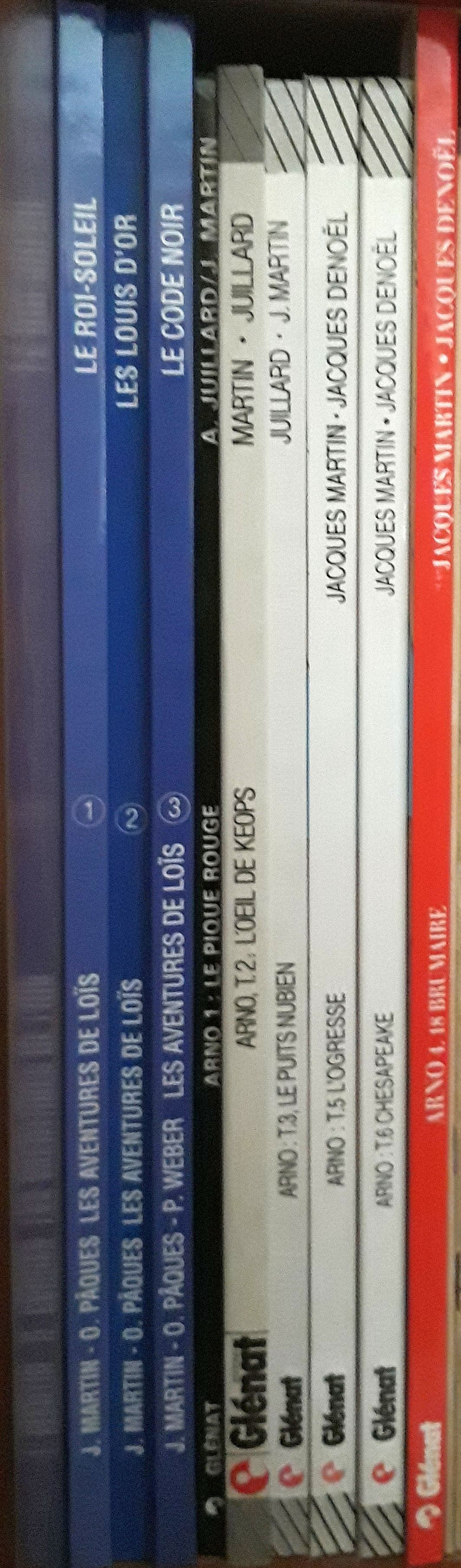
Loïs (partie), et Arno.

Les Arno prépubliés sont dessinés par André Juillard.
1. Le Pique rouge, dans Circus, 1983
2. L'Œil de Kéops, dans Vécu, 1985
3. Le Puits nubien, dans Vécu, 1986-1987

### Albums
Les albums ont été publiés par les éditions Glénat.
- Dessins d'André Juillard :

1. Le Pique rouge', 1984.
2. L’Œil de Kéops, 1985.
3. Le Puits nubien, 1987.

- Dessins de Jacques Denoël :

1. 18 brumaire, 1994.
2. L’Ogresse, 1995.
3. Chesapeake, 1997.